# Chadbourn (Karolina Północna)
Chadbourn – miasto w Stanach Zjednoczonych, w stanie Karolina Północna, w hrabstwie Columbus.